# ポジTV
『ポジTV』（ポジティブ）とは、2005年10月から2006年2月までRKB毎日放送で放送されたバラエティ番組である。
司会は原口あきまさと前田健で、他にポジティブガールとしてスザンヌ、横川明日香、牛尾由里子、山田麻美子（後期のみ）が出演。

## 企画
後期には主に「スザンヌの変身ポジティブ計画」と「福岡に芸能界を。」が放送されていた。
スザンヌの変身ポジティブ計画
リアル電車男をポジ男にさせ、好きな子に告白するために様々な事にチャレンジさせる。
ポジロード一宿1通の旅
STGM（ステゴマ）が旅をしながら人の温かみに触れ、泊めてもらった家に歌を贈る。
福岡に芸能界を。
はなわが福岡に芸能界を創るためにハナプロを立ち上げる。